# 1181
| Calendário gregoriano                                                        | 1181 MCLXXXI                                         |
| Ab urbe condita                                                              | 1934                                                 |
| Calendário arménio                                                           | 630 – 631                                            |
| Calendário bahá'í                                                            | -663 – -662                                          |
| Calendário budista                                                           | 1725                                                 |
| Calendário chinês                                                            | 3877 – 3878 Início a 18 de janeiro (aproximadamente) |
| Calendário copta                                                             | 897 – 898                                            |
| Calendário etíope                                                            | 1173 – 1174                                          |
| Calendários hindus - Vikram Samvat - Calendário nacional indiano - Cáli Iuga | 1236 – 1237 1102 – 1103 4281 – 4282                  |
| Calendário Holoceno                                                          | 11181                                                |
| Calendário islâmico                                                          | 576 – 578                                            |
| Calendário judaico                                                           | 4941 – 4942                                          |
| Calendário persa                                                             | 559 – 560                                            |
| Calendário rúnico                                                            | 1431                                                 |
| Calendário solar tailandês                                                   | 1724                                                 |

1181 (MCLXXXI, na numeração romana) foi um ano comum do século XII do Calendário Juliano, da Era de Cristo, e a sua letra dominical foi D (53 semanas), teve início a uma quinta-feira e terminou também a uma quinta-feira.
No reino de Portugal estava em vigor a Era de César que já contava 1219 anos.
| Ano completo                        |
| ----------------------------------- |
| Ano comum com início à quinta-feira |

## Eventos
- Foral de Aradas outorgado pelo Mosteiro de Santa Cruz de Coimbra.

## Mortes
- 30 de Janeiro - Takakura, 80º imperador do Japão.
- 16 de Março - Henrique I de Champagne n. 1127, conde de Champagne, e de Brie.
- Simão III de Montfort foi conde de Évreux e Senhor de Montfort l'Amaury (n. 1118).